# Абу Інан Фаріс
Абу Інан Фаріс' (араб. أبو عنان فارس بن علي; нар. 1329 — 10 січня 1358) — 9-й маринідський султан Марокко в 1348—1358 роках.

## Життєпис
Походив з династії Маринідів. Син султана Абу'л Гасан Алі I. Народився 1329 року в Фесі. У 1346 році призначено валові (намісником) Тлемсену. 1348 року внаслідок поразки батька в битві біля Кайруану від арабських племен та повстання Заянідів рушив до Фесу, де оголосив себе султаном. Невдовзі його батько зазнав поразки від Заянідів. Абу Інан Фаріс не дав Абу'л Гасан Алі I здобути Сіджильмасу, змусивши відступити на південь. 1350 року завдав йому поразки в битві біля Умм-еер-Рбія. Того ж року наказав звести медресе Бу Інанія в Мекнесі і Фесі.
На початку 1351 року Абу'л Гасан Алі I зрікся трону на користь сина, а невдовзі після цього помер. Абу Інан Фаріс прийняв титул амір аль-мумінін (володар, що вірить), який раніше носили Альмохади. Доручив одному зі своїх секретарів (катібів) Ібн Джузаю описати 29 років подорожі Ібн Баттути (роботу було завершено 1355 року).
У 1352 році поновив війну проти заянідів, відвоювавши спочатку Тлемсен, а потім центральний Магриб. 1353 року захопив важливе місто Беджаю. Своєю чергою гранадський емір Мухаммад V аль-Гані спровокував валові Туніса Абу'л-Фадла, брата Абу Інан Фаріса, на повстання проти останнього. Втім султан швидко переміг його.
1357 року маринідські війська підкорили всю Іфрікію. Втім внаслідок інтриг візира Фаріса ібн Маймуна залишив Іфрікію. Водночас в Магрибі почалася епідемія чуми, що вдарило по господарству держави.
У листопаді того ж року тяжко захворів. Інший візир Гасан ібн Умар аль-Фудуді скористався з цього, щоб оголосити, що спадкоємцем стає Абу Бакр Саїд. Втім у січні 1358 року султан став видужувати. Тому візир злякався покарання за самовільні дії й задушив Абу Інан Фаріса. Новим султаном все ж став інший син — Абу Заян Мухаммад.